# Motor Booty Affair
Motor Booty Affair is een album van de p-funk-band Parliament uit 1978. De titel verwijst naar Detroit (Motor Town) met het succesrijke Motown. Het nummer "Aqua Boogie (A Psychoalphadiscobetabioaquadoloop)" werd in de Verenigde Staten een bescheiden hit (#89 in de Billboard Hot 100, maar 4 weken #1 in de Hot Soul charts) en is gesampeld op bijvoorbeeld Fuck Wit Dre Day van Dr. Dre.

## Nummers
1. "Mr. Wiggles" – 6:46
2. "Rumpofsteelskin" – 5:37
3. "(You're a Fish & I'm a) Water Sign" – 4:42
4. "Aqua Boogie (A Psychoalphadiscobetabioaquadoloop)" – 6:43
5. "One of Those Funky Thangs" – 3:46
6. "Liquid Sunshine" – 4:25
7. "The Motor-Booty Affair" – 5:16
8. "Deep" – 9:09